# Zapadlej krám
"Zapadlej krám" är en singel av den polska sångerskan Ewa Farna. Den släpptes år 2006 som den andra och sista singeln från hennes tjeckiska debutalbum Měls mě vůbec rád.

## Listplaceringar
| Lista (2006-2008) | Topplacering |
| ----------------- | ------------ |
| Slovakien         | 32           |
| Tjeckien          | 7            |